# Farid Asif oglji Mamedov
Farid Asif oglji Mamedov (azerski jezik: Fərid Asif oğlu Məmmədov, engleski: Farid Mammadov, ruski: Фарид Асиф оглы Мамедов) (Baku, 30. kolovoza 1991.) azerbajdžanski je pjevač. Predstavljajući Bjelorusiju na Pjesmi Eurovizije 2013. osvojio je 2. mjesto s pjesmom „Hold Me“.

## Rani život i karijera
Farid Asif oglji Mamedov rođen je u Bakuu 30. kolovoza 1991. godine. Roditelji su mu Asif, inače profesionalni džudo borac i amaterski rock glazbenik te Maja, bivša sovjetska gimnastičarka. Farid je trenutačno student Azerbajdžanskoga državnoga sveučilišta kulture i umjetnosti. Radi u Bakuanskome jazz centru. Osim što se bavi glazbom, bavi se hrvanjem i capoeirom.

## Nastup na Pjesmi Eurovizije
U ožujku 2013. godine pobijedio je na azerbajdžanskom natjecanju za predstavnika Eurovizije. U Malmöu, gradu u kojem se održala Eurovizija, u finalu zauzeo je 2. mjesto, odmah poslije Danske.